# Miriam Ngoe Wase
Miriam Drock Ngoe Wase (ur. 11 stycznia 2000) – kameruńska zapaśniczka walcząca w stylu wolnym. Brązowa medalistka igrzysk afrykańskich w 2023. Piąta na mistrzostwach Afryki w 2024. Wygrała igrzyska frankofońskie w 2023 roku. 